# Сарсенов, Биахмет Шигедекович
Биахмет Шигедекович Сарсенов (каз. Биахмет Шигедекұлы Сәрсенов; 1885, Зайсанский уезд, Дасовская волость, Семипалатинская область (Российская империя) (ныне Восточно-Казахстанская область) — 22 августа 1921, Оренбург — казахский общественно-политический деятель, член учебной комиссии Алаш-Орды, член правительства Ала́шской автоно́мии.

## Биография
Представитель рода найман. После окончания в 1909 году Семипалатинской учительской семинарии работал педагогом в аульской школе. В годы Февральской и Октябрьской революций, как и многие представители российской и казахской интеллигенции, некоторое время находился под влиянием националистических настроений. Участвовал в работе Революционного комитета по управлению Казахским краем.
Осенью 1917 года по приглашению деятелей Алаш, Биахмат Сарсенов приехал в г. Семипалатинск и стал работать членом областного комитета .
В декабре 1918 года Биахмет Сарсенов участвовал на втором всеказахском курултае в Оренбурге, где была составлена специальная учебная комиссия. Комиссию возглавлял Ахмет Байтурсынов, а в его составе были Магжан Жумабаев, Елдес Омаров, Биахмет Сарсенов и Телжан Шонанов.
Сарсенов руководил отделом народного просвещения. Занимался вопросами открытия и финансирования школ, обучения казахских детей и вопросами обеспечения нужными книгами. Наряду с этим, преподавал по разным предметам на курсах учителей.
Был утверждён членом комиссии по подготовке учебников. Активно участвовал в культурной жизни города, постоянно писал статьи для газет «Қазақ», «Сарыарқа».
Умер от неизлечимой болезни в 1921 году .